# Protestas en Colombia de 2024
Las protestas en Colombia de 2024, también conocidas como La gran marcha nacional de 2024, fueron una serie de manifestaciones a nivel nacional convocadas por diferentes sectores sociales, comerciantes, empresarios, médicos, transportistas, políticos de la oposición y algunos generales retirados de la policía y las fuerzas militares como muestra de rechazo a los programas sociales del presidente Gustavo Petro y su gobierno.

## Hechos
Esta marcha fue inicialmente convocada por los políticos de la oposición, a los que se sumaron muchos sectores en las principales ciudades del país, teniendo como epicentro la Plaza de Bolívar para rechazar los programas del gobierno y sus reformas, y para pedir garantías ante lo que ellos aseguran que es una crisis que está experimentado el país. Esto se desató por tratar de implementar reformas en torno a cómo funcionaban varios aspectos de la vida nacional, como la salud y las pensiones. Asimismo, una posible convocatoria a una asamblea constituyente al encontrar sus proyectos obstáculos en el Congreso ha desatado una férrea oposición por parte de sectores contrarios al gobierno.
En esta manifestación participaron entre 250.000 y 500.000 personas en distintas ciudades; algunos la comparan con las marchas contra las FARC en 2008, aunque realmente no tuvo ese alcance. Los manifestantes se expresaron con arengas como Fuera Petro o Petro bandido, Maduro es tu marido. Tras concluir la marcha, los miembros del gobierno Laura Sarabia y Luis Fernando Velasco pidieron autocritica y diálogo nacional para escuchar al pueblo y su desacuerdo con su gestión. Por su parte, a través de su cuenta en X el presidente reconoció la participación ciudadana, aunque también argumentó que se está orquestando un golpe de Estado blando por parte de los partidos de la oposición para derrocarlo del poder. La vicepresidenta Francia Márquez se pronunció de su cuenta de X describiendo como una oposición que se dio las garantías de protestar y pedir un consenso nacional.
Dentro de las marchas se denunciaron agresiones e insultos a la prensa entre los periodistas del noticiero de RTVC Sistema de Medios Públicos los medios independientes El Tiempo, Cofradía Para el Cambio, Tras Este Visor y El Tamal News  mientras cubrían sus informes que a su vez la Fundación para la Libertad de la Prensa rechazó las agresiones a los periodistas.